# Meesia
Meesia (deutsch Bruchmoos) ist eine Gattung von Laubmoosen aus der Familie Meesiaceae.

## Merkmale
Meesia-Arten sind mittelgroße Moose, die lockere Rasen bilden. Die Stämmchen sind einfach oder verzweigt. Die aufrechten bis abstehenden Blätter haben eine kräftige, bis vor die Blattspitze reichende Rippe. Die Laminazellen sind oben rechteckig bis quadratisch, dickwandig und glatt bis schwach mamillös, im unteren Blattteil sind sie verlängert und wasserhell. Die Sporenkapseln auf der langen Seta sind birnenförmig, der Kapselhals (Apophyse) ist deutlich abgesetzt. Die Arten sind diözisch oder autözisch.

## Systematik
Nach Frey/Fischer/Stech gibt es weltweit sieben Meesia-Arten. In Deutschland, Österreich und der Schweiz vorkommende Arten sind:
- Meesia longiseta, Langstieliges Bruchmoos
- Meesia triquetra, Dreizeiliges Bruchmoos
- Meesia uliginosa, Haar-Bruchmoos